# Iglesia de San Juan Bautista (Bromsgrove)
La Iglesia de San Juan Bautista, Bromsgrove es una iglesia parroquial clasificada como Grado I en la Clasificación de monumentos del Reino Unido, situada en Bromsgrove, en el condado de Worcestershire (Inglaterra) .

## Historia
La iglesia pertenecía a una parroquia particularmente grande durante el período normando temprano. Enrique III dio la concesión de la iglesia y las tierras al Priorato de Worcester para rememorar a su padre, el rey Juan I, que está enterrado en su catedral. El Priorato dirigió la propiedad y recaudó rentas y otros ingresos hasta su disolución, momento en el cual las tierras se transfirieron al nuevo Decano y al Capítulo.
En febrero de 1643, Carlos I ordenó que el vicario de Bromsgrove, John Hall, fuera retidado de su cargo por ser declarado rebelde.   Las disputas sobre la vicaría continuaron durante el interregno y el protectorado . John Hall fue vicario nuevamente hasta 1652. Su sucesor John Spilsbury, anteriormente miembro del Magdalen College, era impopular para algunos de los feligreses de Bromsgrove, quienes intentaron expulsarlo sin éxito. Spilsbury fue sustituido después de la Restauración de la Monarquía en 1660,  y abandonó la Iglesia de Inglaterra al negarse a cumplir con la Ley de Uniformidad junto con otros 2.000 ministros anglicanos del período de la Commonwealth. Fue confinado en su casa, desterrado del condado y finalmente encarcelado por su inconformidad. Regresó a Bromsgrove, donde fue visitado anualmente por el hijo de Hall, John, un obispo anglicano. Spilsbury fue licenciado como maestro congregacionalista en 1672 en Bromsgrove y murió en 1699. Se puede encontrar un monumento al obispo John Hall en la Iglesia; Un monumento a su padre estuvo presente en el siglo XVIII, según Treadway Nash .

## Edificio
La iglesia data del siglo XII, pero predomina la construcción de los siglos XIV y XV. Fue restaurado en 1858 por George Gilbert Scott . 
Hay monumentos de alabastro del siglo XIII y principios del siglo XVI en la capilla norte y una efigie de alabastro de 1517 en el presbiterio. 
En 1855, la iglesia construyó la Iglesia de la Santísima Trinidad en la localidad de Lickey 
Las campanas de la iglesia aparecen registradas desde la década de 1690.  La primera mención de un reloj es de 1684.

### Enterramientos

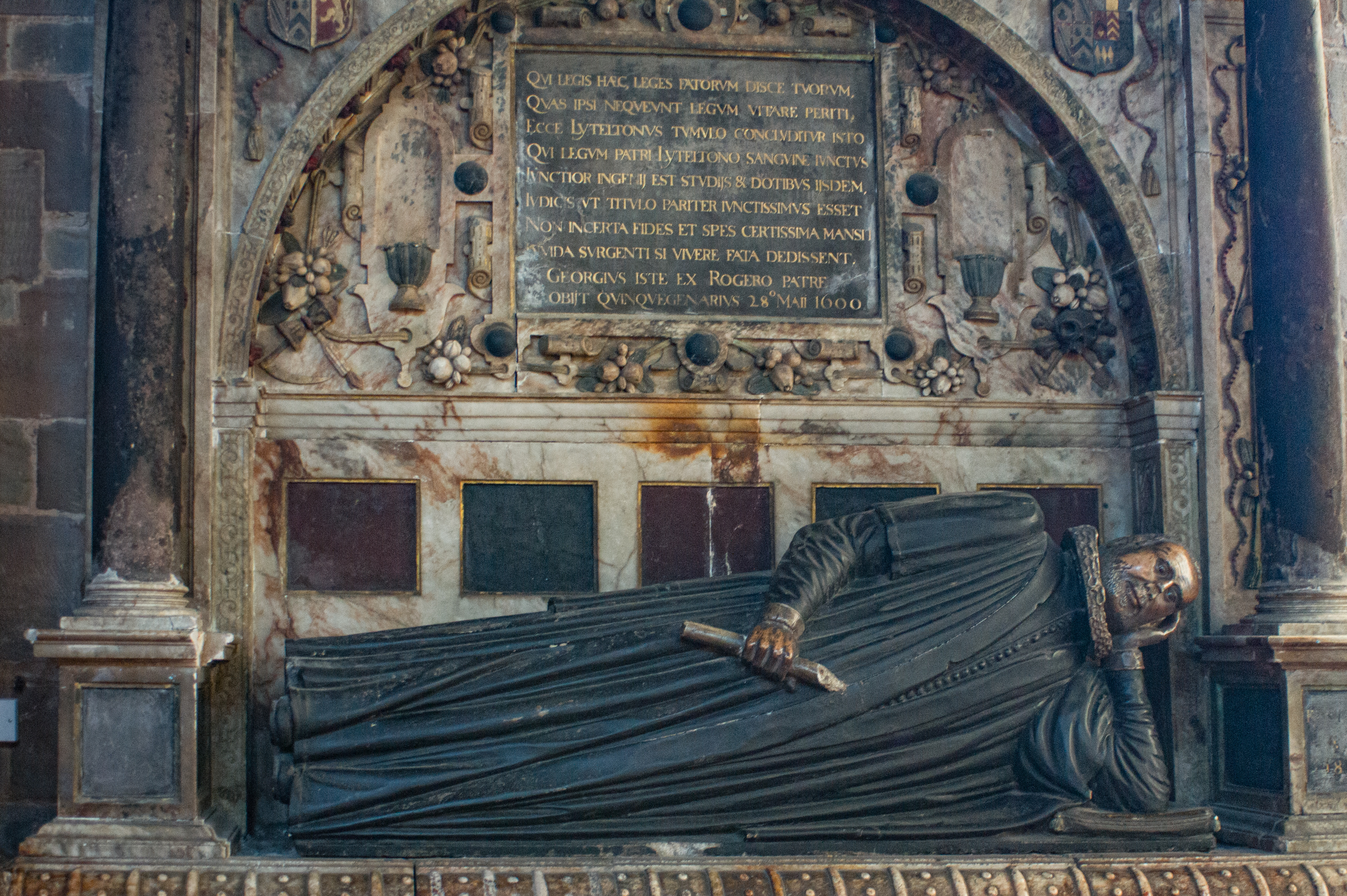
Tumba de George Lyttelton

- Tumba de George LytteltonSir Humphrey Stafford y su esposa Eleanor
- Gilbert Talbot (soldado) y su primera esposa, Lady Elizabeth Talbot
- John Talbot (muerto en 1549) y sus esposas Margaret y Elizabeth, enterradas una al lado de la otra
- Ralph Greystoke, Quinto Barón Greystoke
- George Lyttelton[8] (muerto en 1600)[9]

### Órgano
Hay registros de órganos en la iglesia que datan de 1808 cuando Thomas Elliot instaló un pequeño órgano. El recital de apertura fue a cargo del obispo Simms . Ha habido reconstrucciones y renovaciones posteriores a lo largo de los años, quedando en un órgano de tres pedales y un tubo de pedal. Se puede encontrar una especificación del órgano en el National Pipe Organ Register.

### Cementerio

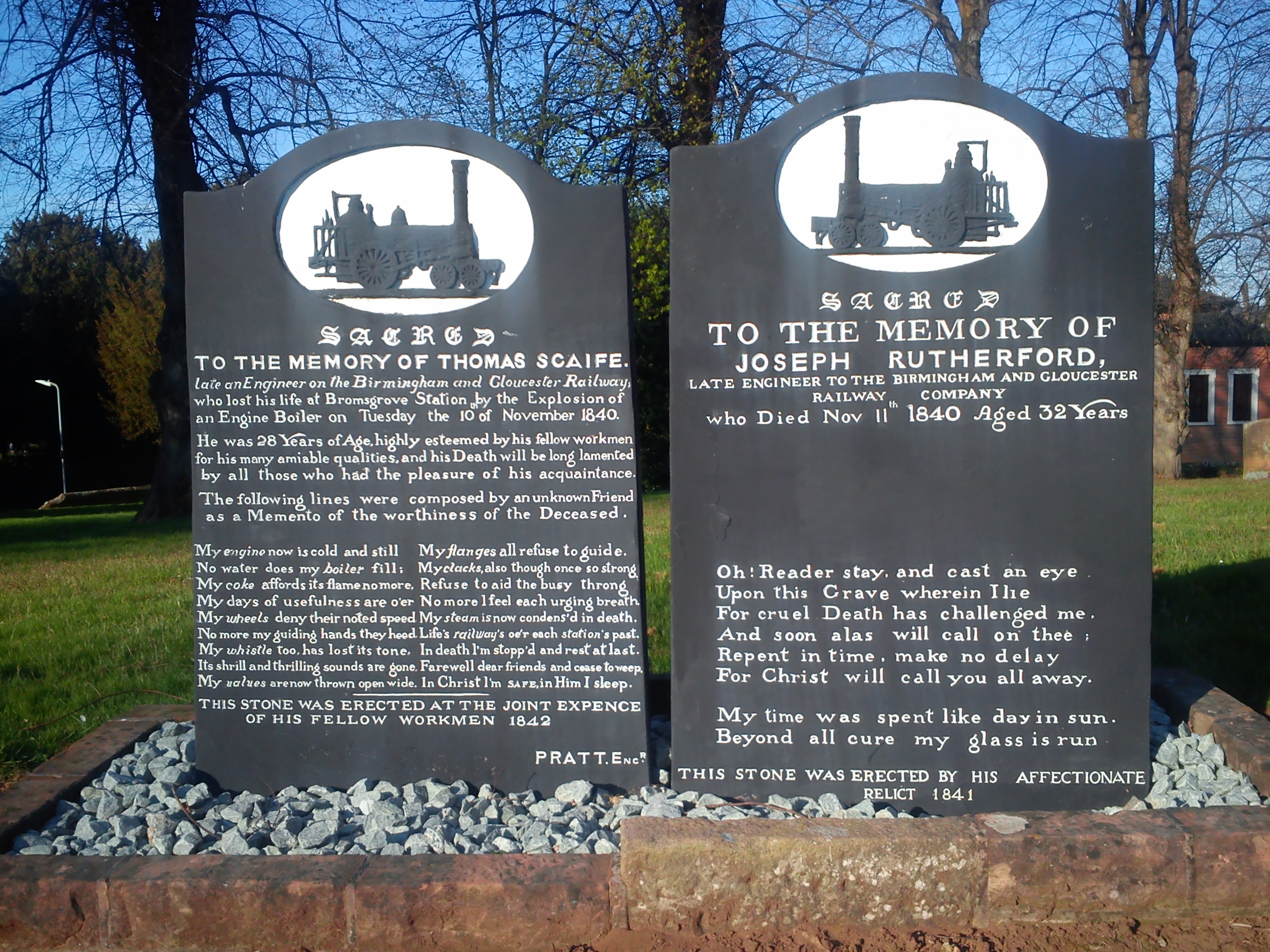
Las tumbas del conductor del motor Scaife y el bombero Rutherford en el cementerio

Enterrados uno al lado del otro en el cementerio están dos ferroviarios, el conductor del motor Thomas Scaife y el bombero Joseph Rutherford, quienes perdieron la vida cuando la caldera de una locomotora explotó en la estación de Bromsgrove el 10 de noviembre de 1840. Sus lápidas muestran relieves de locomotoras de vapor. Sin embargo, la locomotora involucrada era experimental y no una de las representadas en las piedras.